# PaK 44
12,8 cm PaK 44 (нем. 12,8 cm Panzerabwehrkanone 44 — 12,8-см противотанковая пушка образца 1944 года) — тяжёлая противотанковая пушка, использовавшаяся сухопутными войсками Германии на завершающем этапе Второй мировой войны. В момент своего появления и до конца войны не имела аналогов по дальности стрельбы и бронепробиваемости, однако чрезмерная масса и габариты орудия сводили на нет эти достоинства.

## История создания
Создав в 1928 году 88-мм зенитную пушку FlaK 18/36/37, с началом Второй мировой войны немцы достаточно быстро обратили внимание на её превосходные противотанковые возможности. В частности, в 1940 году в операции «Динамо» по эвакуации англо-французских войск из Дюнкерка, когда английский командующий лорд Джон Горт бросил в контратаку под Аррасом несколько десятков танков «Матильда», именно эти пушки оказались единственным оружием, способным пробить их 60-мм лобовую броню, неуязвимую для штатной противотанковой артиллерии калибров 37 и 50 мм. Благодаря этому контратака, первоначально развивавшаяся успешно, была сорвана.
Все дальнейшие образцы зенитных орудий создавались немецкими конструкторами как универсальные, с закладкой в них возможности по поражению бронетехники противника. Развитием пушки FlaK 18/36/37 стала пушка FlaK 41, которая отличалась увеличенной до 71 калибра длиной ствола. Также до 1941 года на вооружение люфтваффе было принято 105-мм орудие FlaK 38.
Однако к концу 1940 года мощность и досягаемость по высоте ни 88-мм, ни 105-мм орудия немецких военных уже не устраивали. Поэтому в 1940 году было принято на вооружение орудие калибра 128 мм, получившее индекс Flak 40. Оно и по сей день остаётся самым тяжёлым и дальнобойным орудием ПВО среди классических ствольных зениток ВМВ — его досягаемость по высоте удалось довести до 12,8 км.
С началом войны с Советским Союзом, «универсальные» зенитки оказались единственными орудиями немцев, способными уверенно поражать советские танки КВ-1 и Т-34 с расстояния в 1,5 км и более. Однако конструктивные особенности зенитных орудий, такие как высокий профиль, делали их малопригодными для маскировки на местности и противотанковой обороны. Тем не менее, немецкая армия до 1943 года не имела специализированных противотанковых пушек, баллистика которых приближалась бы к баллистике собственных зенитных орудий, и в 1942 году было принято решение о проектировании тяжёлых противотанковых пушек с баллистикой зенитных орудий.
Первой такой пушкой стала принятая на вооружение в 1943 году PaK 43, построенная с использованием ствола от 88-мм зенитной пушки FlaK 41. Дебют этой пушки состоялся в 1943 году. Она гарантированно  поражала любой танк союзников в лобовую проекцию на всех разумных дистанциях боя. Её показатели бронепробиваемости оказались настолько впечатляющими, что ствол впоследствии использовали для создания сразу трёх мощных противотанковых САУ — «Насхорн», «Фердинанд» и «Ягдпантера». В качестве вооружения противотанковых САУ пушка получила индекс Stu.K. 43, позже заменённый на Pak. 43 в трёх модификациях, соответственно: Pak. 43/1 (ранее Stu.K. 43/1), Pak. 43/2 и Pak. 43/3.
Однако с конца 1944 года немцев перестаёт удовлетворять уже и это орудие. И тогда принимается решение создать сверхмощное противотанковое орудие с баллистикой 128-мм зенитной пушки FlaK 40 с длиной ствола в 55 калибров. Новое орудие получило индекс PaK 44 L/55. Поскольку на лафет обычной противотанковой пушки такой гигантский ствол установить возможным не представлялось, фирма «Мейланд», которая специализировалась на производстве трейлеров, сконструировала для пушки особый трёхосный лафет с двумя парами колёс впереди и одной сзади. При этом высокий профиль орудия пришлось сохранить, что делало пушку крайне заметной на местности.
Однако бронепробиваемость орудия оказалась чрезвычайно высокой — по некоторым оценкам как минимум до 1948 года в мире не было танка, способного выдержать попадание её 28-кг снаряда.
По методике определения бронепробиваемости, принятой в странах Оси, под углом в 30 градусов бронебойный-подкалиберный снаряд 12.8-cm Pz.Gr.40/43 c дистанции 2000 метров пробивал 173 мм брони, с 1500 метров — 187 мм, с 1000 метров — 200 мм, с 500 метров — 210 мм.
Низкая защищённость и мобильность орудия, вес которого перевалил за 9 тонн, заставило немцев проработать вариант установки его на самоходное шасси. Такая машина была создана в 1944 году на базе тяжёлого танка «Королевский тигр» и получила название «Ягдтигр». С пушкой PaK 44, сменившей индекс на StuK 44, он стал самой мощной противотанковой САУ Второй мировой войны — в частности, получены свидетельства о поражении танков «Шерман» с расстояния свыше 3500 м в лобовой проекции.
Прорабатывались также варианты использования орудия в танках. В частности, знаменитый опытный танк «Маус» имел на вооружении именно PaK 44 в дуплексе с 75-мм орудием (в танковом варианте пушка именовалась KwK 44). Также планировалось установить пушку и на опытный сверхтяжёлый танк E-100.